# Anna Batarilo
Anna Jelica Batarilo (* 1. April 1981 in Hamburg) ist eine deutsche Schauspielerin.

## Werdegang
Batarilo absolvierte ihre Schauspielausbildung am „Bühnenstudio der darstellenden Künste“ in Hamburg. Bereits während ihrer Ausbildung erhielt sie erste Theaterengagements, so am Wolfgang Borchert Theater in Münster.
Es folgten Engagements unter anderem in Lübeck und Kronach sowie ein Festengagement in Rostock. Sie spielte die Clara in Briefe einer Liebe (Theater Orange Hamburg, 2004), die Helena und die Diana in Ende gut, alles gut (Bühne der Hansestadt Rostock, 2009), Anna in Zweiohrküken (Komödie am Altstadtmarkt Braunschweig, 2012, sowie auf bundesweiter Deutschlandtournee). 2014 wirkte sie bei der Performance Signs & Wunder am Jungen Schauspielhaus Hamburg mit. 2017 war sie in dem Theaterstück Atlas der Angst am Thalia Theater in Hamburg zu sehen. Von Dezember 2017 bis Februar 2018 war sie im Rahmen der Tournee von Drei Haselnüsse für Aschenbrödel — Die Original Familienshow Deutschland und Österreich zu sehen.
Vor der Kamera stand Batarilo in Özgür Yıldırıms preisgekröntem Film Chiko (2007) als Schwester Jessica sowie für die ZDF-Reihe Leschs Kosmos.